# アルファロメオ・SZ
SZ (Alfa Romeo SZ) は、イタリアの自動車メーカーアルファロメオが製造・販売していたクーペタイプのスポーツカーである。
本項ではオープンカータイプのRZについても記述する。

## 歴史
1989年のサロン・アンテルナショナル・ド・ロトでコンセプトカーの「ES-30」を発表。車名はExperimental Sportscar 3.0Lの頭文字である。車体のデザインと制作はザガートが担当したが、ドライブトレインは含まれておらず、エクステリアのみのプロトタイプであった。
同年、SZを発売。「SZ」とは、Sprint Zagatoの略である。
SZでは、ザガートによる「ES-30」のデザインが採用されることはなく、デザインはフィアット・デザインセンターの主導で行われたが、「zagato milano」と刻印されたZ印のエンブレムだけは残されることとなった。当初デザインは同センターのロバート・オプロンが担当していたが、ボディワークの詳細とインテリアはアントニオ・カステッラーナが担当した。アクの強いエクステリアデザインから、「イル・モストロ」（Il Mostro 「怪物」の意）というあだ名が付けられている。
エンジンは75にも搭載されていた2,959cc V型6気筒SOHC 12バルブエンジンであり、最高出力は75の188hpに対して210PS(207hp)/6,200rpm、最大トルク25.0kgf·m/4,500rpmというスペックは当時のアルファロメオでは最もパワフルであった。

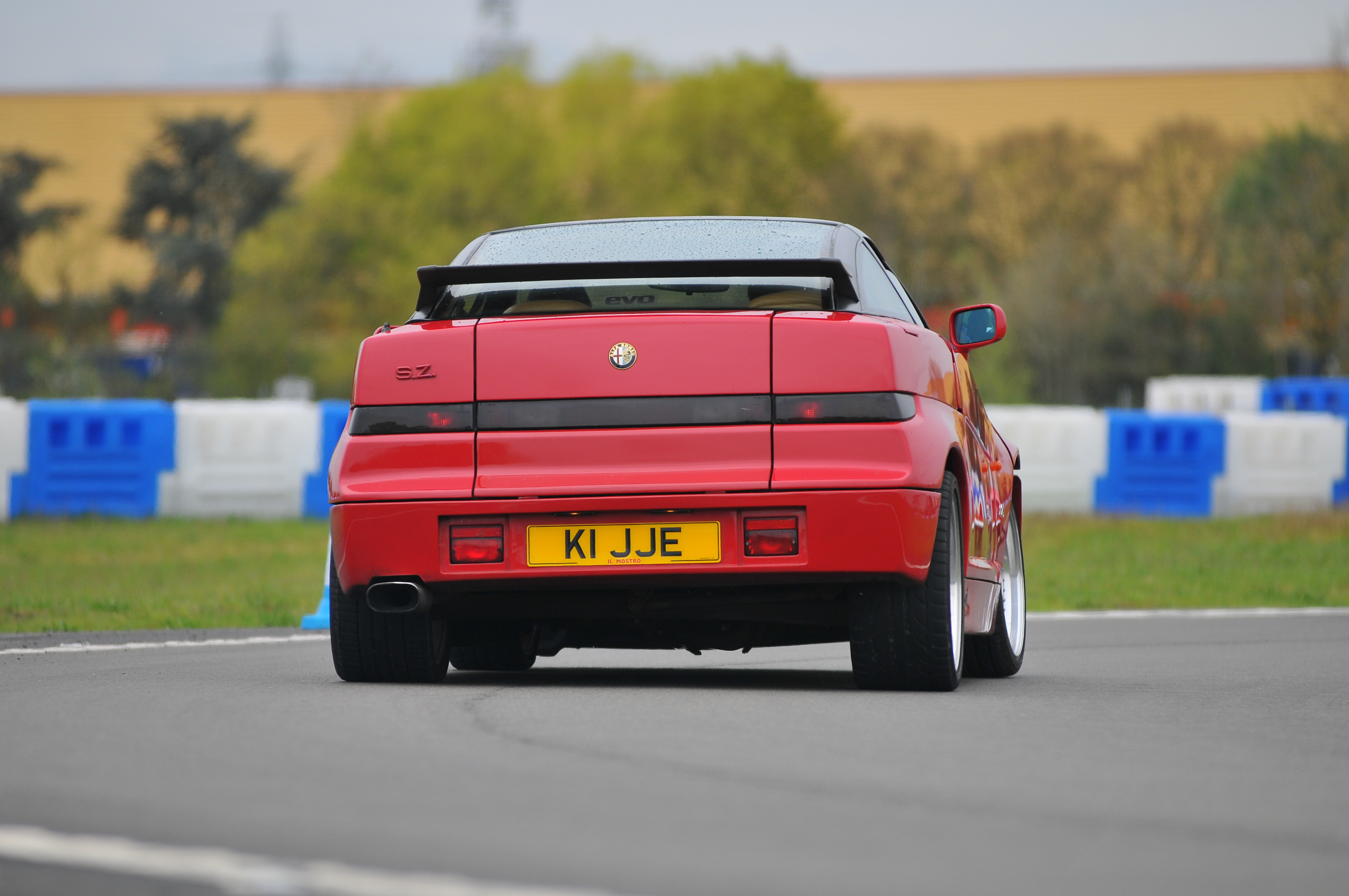
通常の車のトランクに相当するリアハッチ内は、スペアタイヤを収納するスペースとなっていて、荷物を積むことは出来ない。

トランスミッションは5速MT、駆動方式はトランスアクスルFRである。サスペンションは75のグループA仕様車と同じものをフィアットとランチアのラリーチームに所属するエンジニアであったジョルジオ・ピアンタが改良を施し、搭載した。また、ハイドロリックシステムはオランダのパーツメーカーコニの制作であった。
製造はミラノにあるアルファロメオの工場に近いザガートのファクトリーで行われ、プラスチック製のボディパネルはイタリアのカープラスト社とフランスのストレイタム社が製造した。
1991年にSZの生産を終了し、翌1992年にはオープンモデルのRZ(Roadster Zagato)を発売。1993年9月まで生産された。
RZの生産終了後、アルファロメオにおける後輪駆動車は2006年に登場する8Cコンペティツィオーネまで途絶えることとなった。

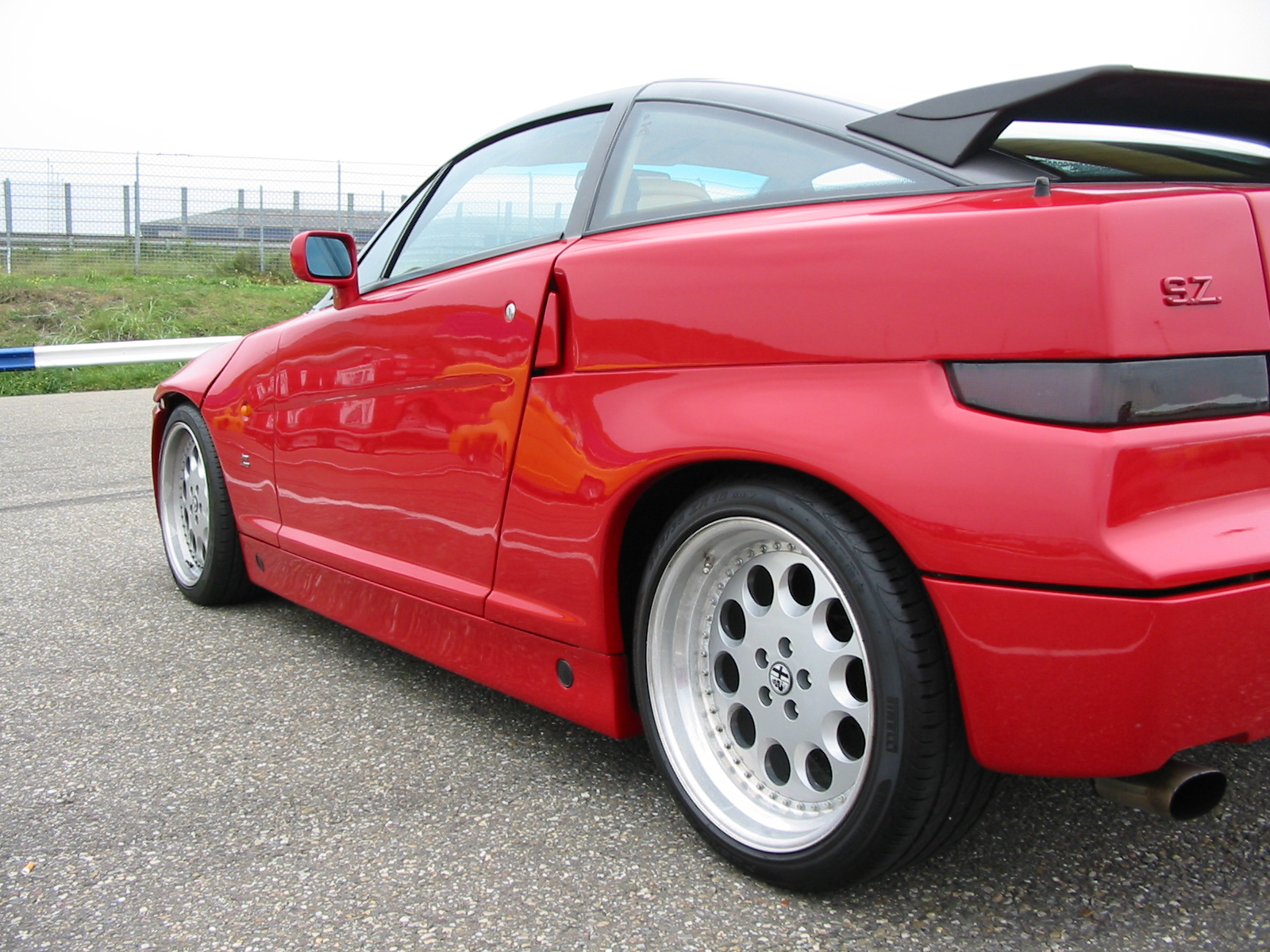
リア
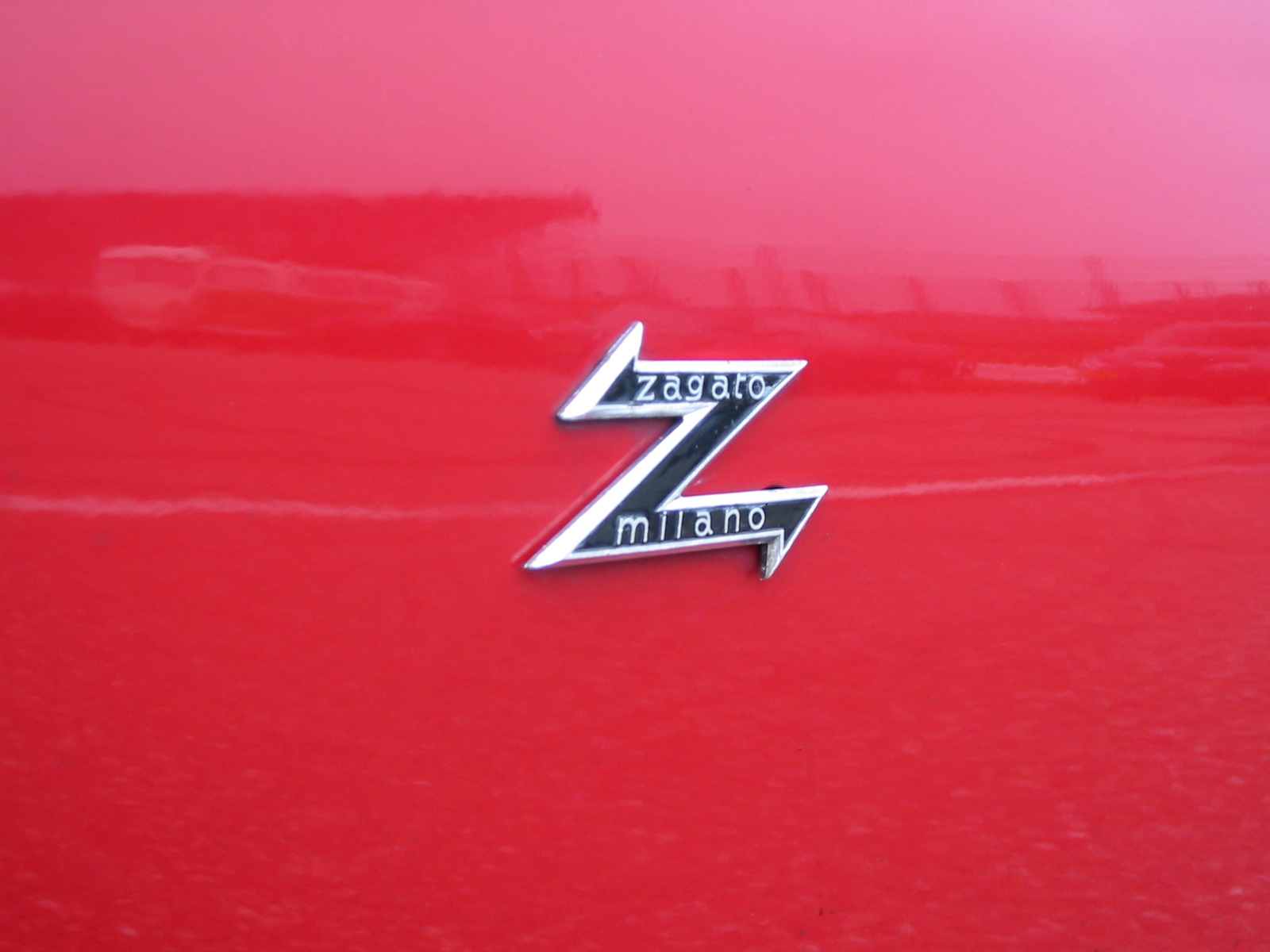
ザガートのエンブレム